# Kur (mytologi)
Kur är en monstruös drake inom sumerisk mytologi. Kur personifierade de dödas hemvistelse, helvetet, dödens flod, och det vakuum som fanns mellan den underjordiska floden Abzu och jordens yta, eller Ma. 
KUR, ett ord, kan också betyda "berg", men refereras till som "land" generellt, som man placerar i ett namn på en stad i dåtiden.